# کردشامی
روستای کردشامی،کردشاهی در فاصله ۱۵ کیلومتری شهر گندمان شهرستان بروجن واقع شده‌است که در زمان پهلوی به کردشاهی معروف بوده‌است.

## مردم
مردم این روستا  از ایل بختیاری می باشند که به گویش [ بختیاری]] سخن می گویند